# أليوت ليندبرغ
أليوت ليندبرغ (بالسويدية: Elliot Lindberg)‏ (13 مارس 1992 بالسويد - ) هو لاعب كرة قدم سويدي في مركز الدفاع. شارك مع منتخب السويد تحت 17 سنة لكرة القدم ومنتخب السويد تحت 19 سنة لكرة القدم. أما مع النوادي، فقد لعب مع نادي برومابويكارنا وValsta Syrianska IK ‏ ونادي إسكلستونا.

## وصلات خارجية
- أليوت ليندبرغ على موقع اتحاد السويد (السويدية)
- أليوت ليندبرغ على موقع قاعدة بيانات كرة القدم.إي يو (الإنجليزية)